# ジュディ・ガーランド
ジュディ・ガーランド（英語: Judy Garland、1922年6月10日 - 1969年6月22日）は、アメリカ合衆国の女優、歌手。
子役として出演した『オズの魔法使』で人気を博し、以後も『若草の頃』、『イースター・パレード』、『スタア誕生』などで抜群の歌唱力を披露してハリウッド黄金時代を代表する大スターの一人となった。 
アカデミー・ジュブナイル賞、ゴールデングローブ賞、トニー賞特別賞などを受賞したほか、グラミー賞の年間最優秀アルバム賞を女性として初めて受賞した。女優のライザ・ミネリは実子。

## 生涯

### 生い立ち
ミネソタ州のグランドラピッズ (en) 出身。本名はフランシス・エセル・ガム(Frances Ethel Gumm)。ボードビリアンの両親のもとで3人姉妹の末っ子として生まれる。 両親はグランドラピッズに居を構え、ボードビルの演目を上映する映画館を経営していた。彼女はアイルランド、イギリス、スコットランド、フランスのユグノーの先祖を持ち、地元のエピスコパル教会で洗礼を受けた。
1926年6月、父親に同性愛の傾向があるという噂を受け、一家はカリフォルニア州ランカスターに移住した。この頃から母親は娘たちを映画に出演させるために働きかけ始めた。 

### デビュー

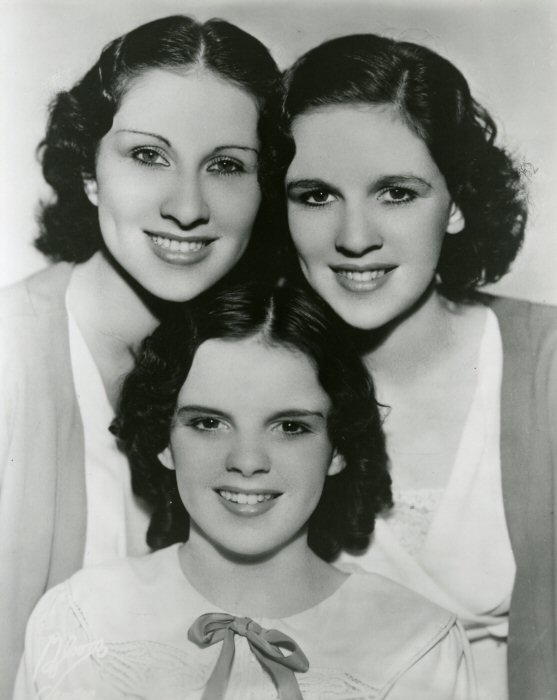
ガム・シスターズの2人の姉とともに(1935年頃)

1924年、2人の姉と共にガム・シスターズの一人としてデビュー。1935年にメトロ・ゴールドウィン・メイヤー(MGM)と専属契約。当初採用候補だったディアナ・ダービンとジュディのうち、社長のルイス・メイヤーは「ジュディを追い出せ」とプロデューサーのアーサー・フリードに命じたが、ジュディの歌唱力に注目したフリードが指示を無視してジュディと契約を結んだ。
後年、娘のライザ・ミネリは母はディアナと違いダンスが上手であったのがMGMとの契約に有利に働いたのだろうと語っている。なおフリードは関係を持った女優に仕事を回す「キャスティング・カウチ」で悪名高く、また突然の契約だったことから、フリードと当時13歳のジュディの間に性的関係があったとする憶測・中傷が当時から流されたが現在では否定されている。
芸名の「ジュディ」はホーギー・カーマイケルの人気曲のタイトルから取られている。「ガーランド」の由来についてはいくつかの説があり、映画『特急二十世紀』（1934年）でキャロル・ロンバードが演じたリリー・ガーランドにちなんでつけたという説、演劇評論家のロバート・ガーランドにちなんでつけたという説、ボードビリアンのジョージ・ジェッセルが彼女たち姉妹を評して「ガーランド（花輪）のようだ」と言ったことから付けた説などがある。
当時13歳のジュディの体重は健康的な範囲内だったが、MGMは契約に「スリムでいること」を含め強制的なダイエットを命じた。体質的に太りやすかった彼女は当時のハリウッドのスタジオでダイエット薬として使用されていた覚醒剤（アンフェタミン）を常用するようになる。

### MGMでの初期の活躍
MGMはジュディを当時の大スターだったミッキー・ルーニーとコンビを組ませ「裏庭ミュージカル」と呼ばれるシリーズを次々と制作しヒットさせた。2人は脇役として『サラブレッド・ドント・クライ』（1937年）に出演し、これが初共演となった。その後、ルーニーが主役を演じるハーディ・ファミリー・シリーズの4作目『初恋合戦』（1938年）に、ジュディは隣に住む少女として出演した。『青春一座』（1939年）で初めてダブル主演となり、その後ハーディ・ファミリー・シリーズの『アンディ・ハーディ・ミーツ・デビュタント』（1940年）、『二人の青春』（1941年）を含む5作で共演した。

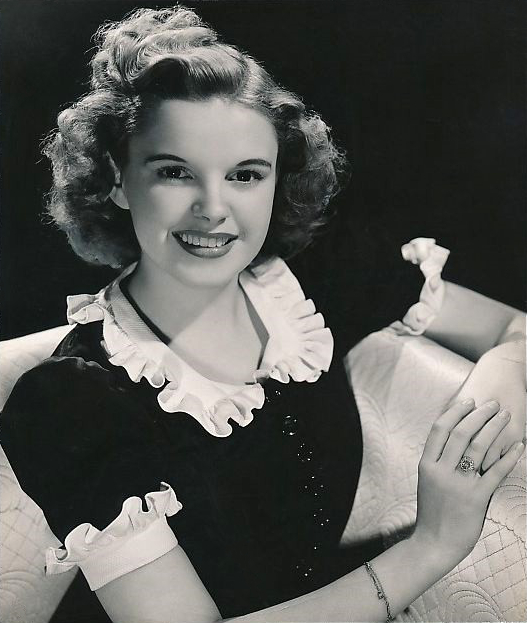
『オズの魔法使』撮影時のジュディ（1939年）

ガーランドは、自身とルーニーを含めた若い出演者たちは、撮影のペースについていくために常にアンフェタミンを処方されていたと述べた[38]。また、寝る前には眠りを促進するバルビツール酸を飲まされていたと述べた。このような薬物の常用が中毒を引き起こし、生涯にわたっての乱用に繋がったと述べた。しかしルーニーは彼女の中毒の責任がスタジオにあることを否定した。

### 『オズの魔法使』とその後の成功
1939年にミュージカル映画『オズの魔法使』で主役ドロシーに抜擢され、人気スターとなる。
『オズの魔法使』を製作したMGMは、当初、ドロシー役をライバル社20世紀FOXの人気子役だったシャーリー・テンプルに演じさせようと考え、その条件としてMGM側がクラーク・ゲーブルとジーン・ハーロウという2人の大スターを20世紀FOXへ貸し出す交渉がすすめられていた。
しかしハーロウが1937年に急死し、交渉が頓挫したため、代役としてジュディが急遽ドロシー役を演じることになった。
結果『オズの魔法使』はジュディの才能を大々的に世に知らしめるものとなり、この役でアカデミー子役賞を受賞する。
その後、空前の大ヒットとなった『若草の頃』（1944年）、『ハーヴェイ・ガールズ』（1946年）、フレッド・アステアと共演する『イースター・パレード』（1948年）といった娯楽大作で主役をつとめ、国民的な人気俳優としての地位を不動のものとしてゆく。

### 乱れる生活

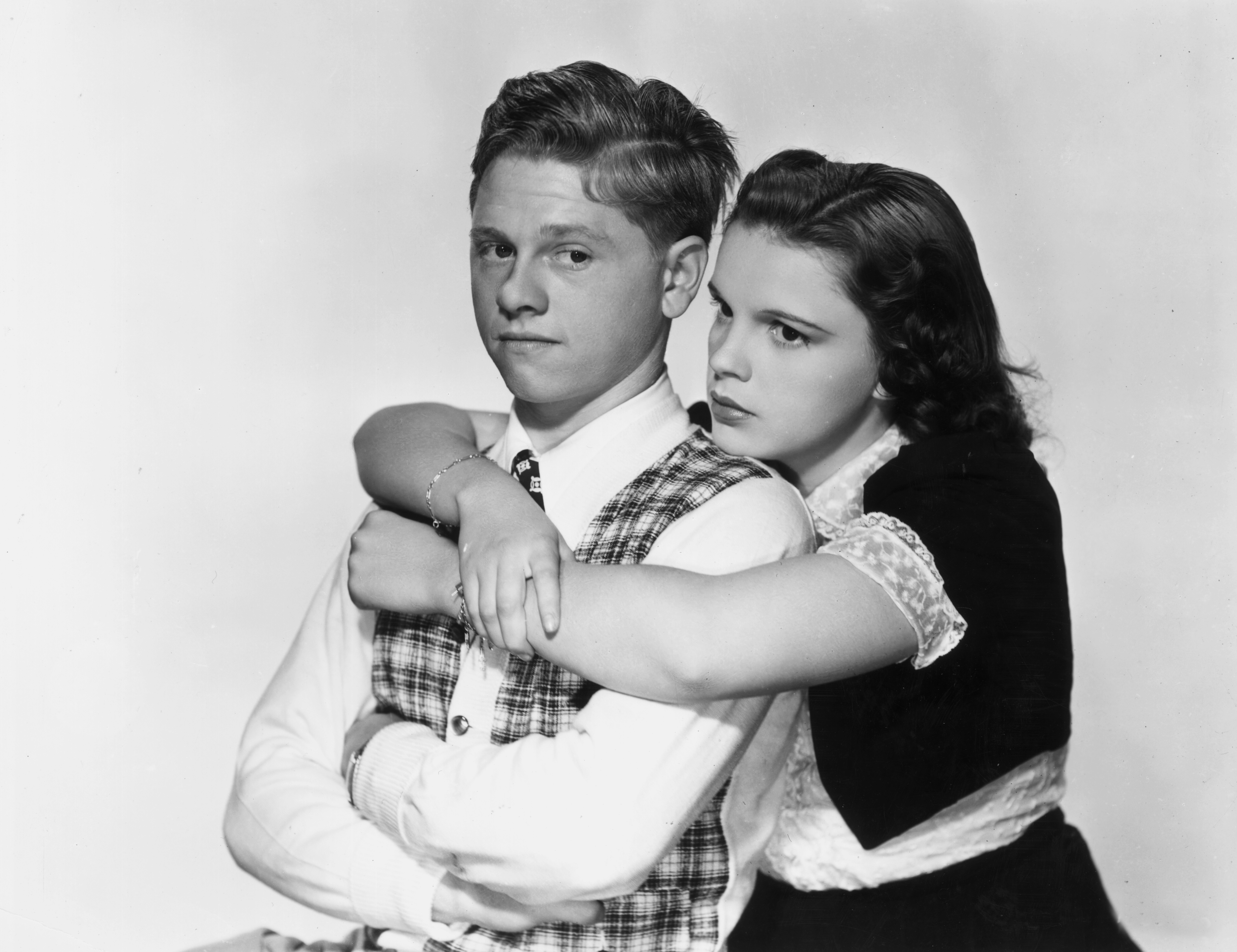
『初恋合戦』(1938)

1941年に作曲家のデヴィッド・ローズと結婚した。翌年妊娠したが、当時カリフォルニア州では違法だった堕胎手術を受けている。1943年に離婚。
そしてこの頃から神経症と薬物中毒の影響が表面化し始め、撮影への遅刻や出勤拒否を繰り返すようになる。1947年に出演した『踊る海賊』の撮影では、130日余の撮影中に36日しか姿を見せていない。撮影後にはジュディ自身が「私の最初の精神病院入院」と呼ぶサナトリウムへの長期入院を余儀なくされ、自殺未遂事件を起こす。以降、度々薬物治療のための入退院を繰り返すこととなる。
1945年、映画監督のヴィンセント・ミネリと再婚。翌1946年3月、のちに女優となる娘ライザ・ミネリを出産する。ライザは2歳のとき『グッド・オールド・サマータイム』（1949年、日本未公開）で子役として映画デビューしている。
その後も乱脈な生活と不安定な精神状態はつづき、1949年に計画されていた『ブロードウェイのバークレー夫妻』で、撮影を放棄するなどしたため主役を降板している。さらに同年、映画『アニーよ銃をとれ』の撮影中に錯乱状態に陥ってアニー役から下ろされてしまう。

同名ミュージカルの映画化作品でタイトル・ロールのアニー・オークレイ役に配役されたが、舞台でのエセル・マーマンのイメージが強いアニー役を演じることに神経質になっていた上、長年の子役から脱却した後に大人らしくない役を演じることに不安であり、バスビー・バークレー監督との不仲もあった。バークレーは全ての楽曲を演出しており、ガーランドの努力不足、態度、熱意に厳しかった。ルイス・B・メイヤー社長に文句を言い、バークレーを作品から解雇させようとした。この時ガーランドはうつ病で遅刻や欠席をするようになり、治療のため電気ショック療法を受けていた。

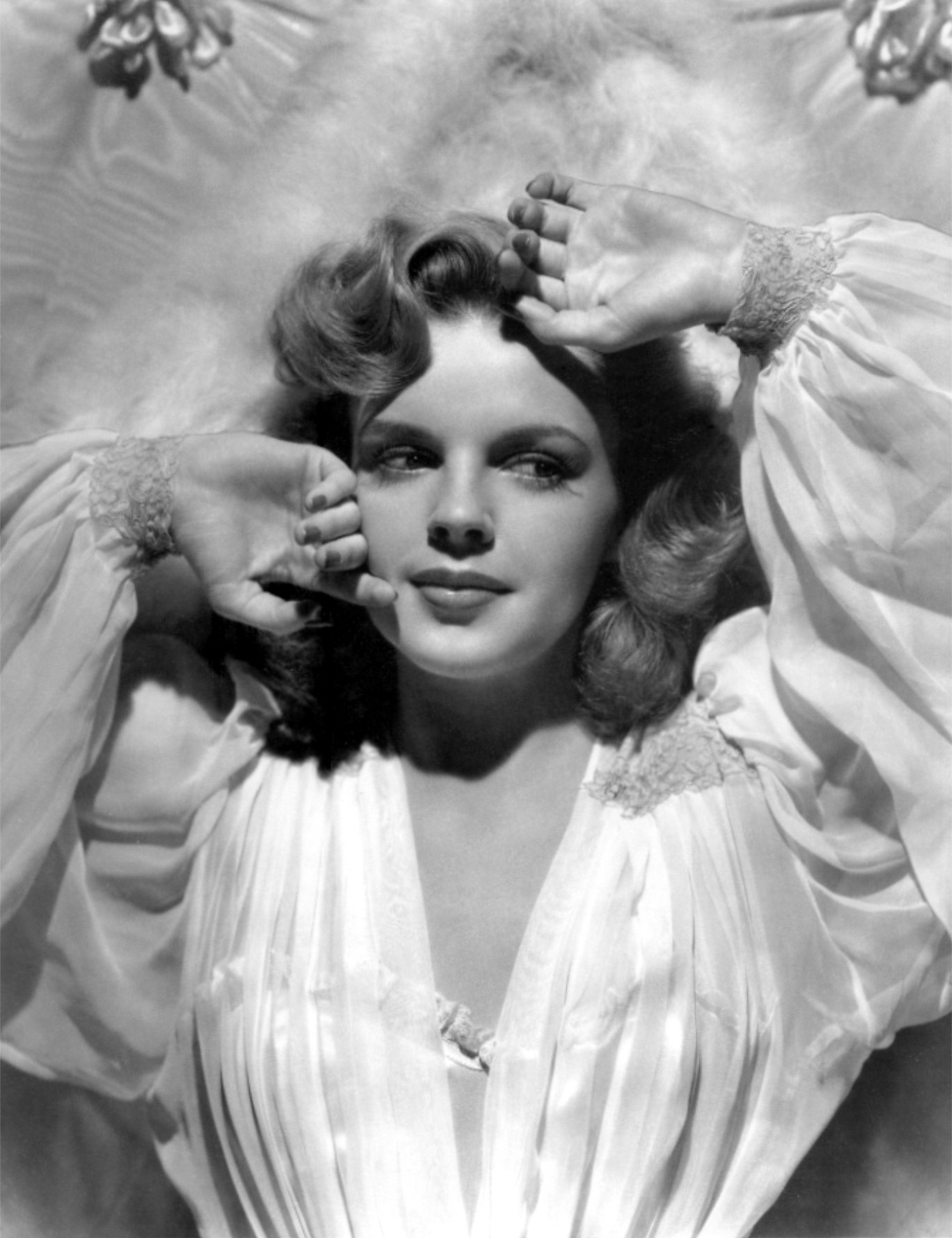
1943年

1949年5月10日、ガーランドは降板させられ、バークレーの演出に意欲のあったベティ・ハットンが後継となった。ガーランドはマサチューセッツ州ボストンにあるピーター・ベント・ブリガム病院に長期入院し、その後しばらくして飲食も睡眠も通常通りに戻った。入院中、体の不自由な子供たちと会うことで癒しとなり、1964年のインタビューにおいて、入院中の回復について、さらには「愛の奇跡 (映画)」（1963年）への影響について語った。

### 解雇
1950年公開の『サマー・ストック』（日本未公開）の撮影をしていた1949年、以前と比較して20ポンド（約9キロ）太り、撮影に影響を与えた。ジュディは結果的に減量したものの、MGMはジュディを解雇。ショックを受けた彼女は再び自殺未遂事件を起こす。翌1950年にはヴィンセント・ミネリと離婚。
1952年にシドニー・ラフトと3度目の結婚をし、彼や友人のビング・クロスビーたちの勧めに従ってハリウッドを離れ、ロンドンやニューヨークで歌手としてステージ活動を行う。これが成功し、ジャズ歌手としてのジュディの歌唱力が人々に再認識されることとなった。

### 銀幕復帰
1954年、ワーナー・ブラザースで撮影された『スタア誕生』で久々の映画出演を果たす。 ジュディと当時の夫シドニー・ルフトが設立した製作会社トランスコナ・エンタープライズによって製作され、ワーナー・ブラザースが資金、製作設備、スタッフを提供した。 この作品は大ヒットし、ジュディはゴールデングローブ賞主演女優賞を受賞。そしてアカデミー主演女優賞にノミネートされた。

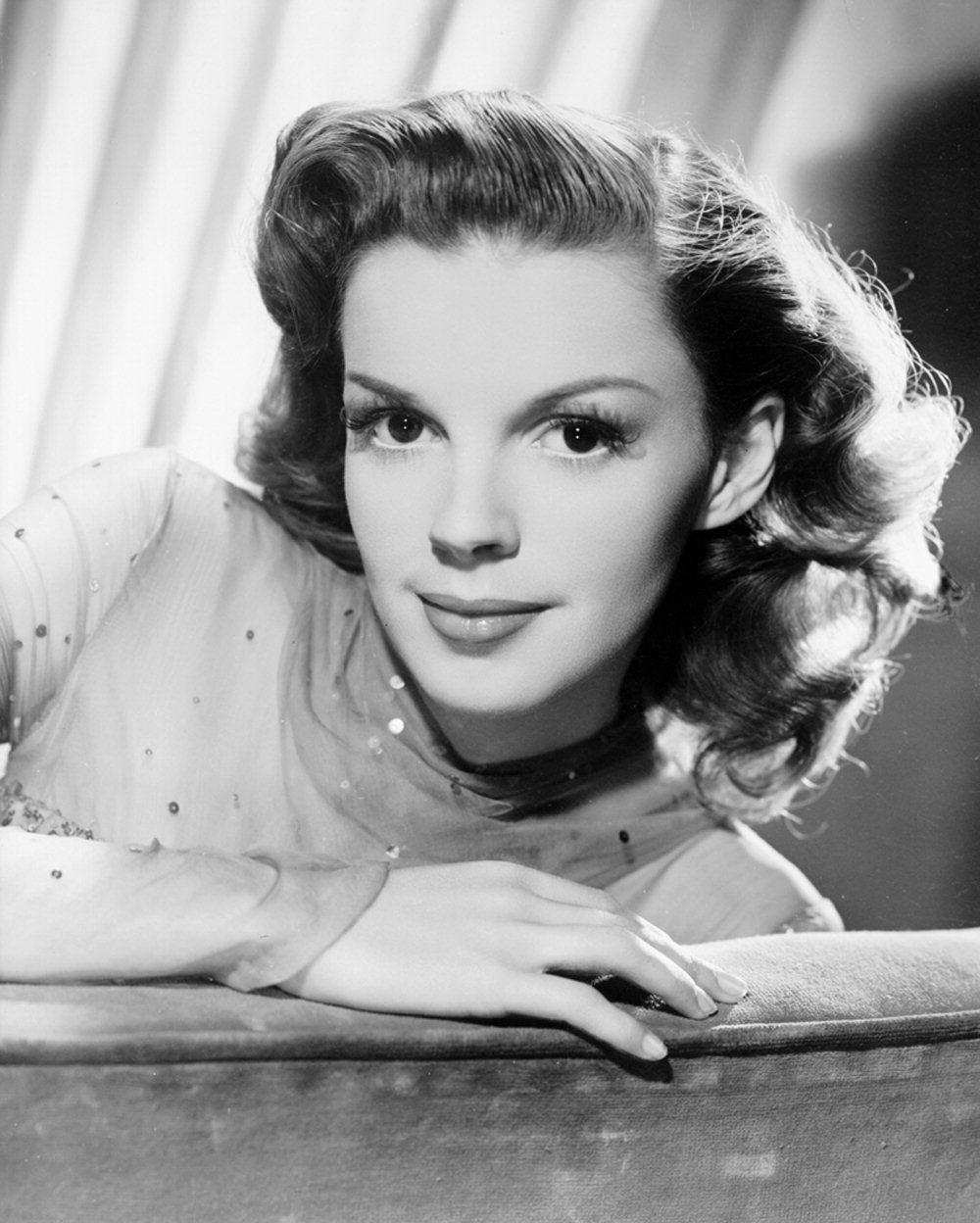
1945年

しかしワーナー・ブラザースは、撮影中の遅刻や出勤拒否を問題視し、彼女の受賞のための宣伝や根回しを一切行わなかったほか、授賞式前に「彼女ではもう二度と映画は撮らない」と宣言した。主演女優賞は『喝采』のグレース・ケリーが受賞し、ジュディの受賞はならなかった。
サミー・デイヴィスJr.は自伝の中で「何故あの時ジュディが敗れたのか、どうしてもわからなかった。誰かが彼女を罰しようとしたのだ」と記している。
1961年、彼女は7年ぶりに大作『ニュールンベルグ裁判』で映画に出演。バート・ランカスターやマレーネ・ディートリヒと共演し、アカデミー助演女優賞にノミネートされた。
また、同年行ったカーネギー・ホールでのコンサートは「ショービジネス最高の一夜」と称され、収録した『ジュディ・アット・カーネギー・ホール』はグラミー賞の最優秀アルバム賞を受賞。ジュディ自身も最優秀女性歌唱賞を受賞する。
その後、薬物中毒と神経症が悪化。逮捕されることはなかったものの、FBIはジュディを監視しており、膨大なFBIの監視記録が残されている。

### 晩年
1965年にシドニー・ラフトと離婚。 1963年には精神的虐待を理由にシドニー・ラフトを起訴した。その後、2度結婚している（生涯に5回結婚）。

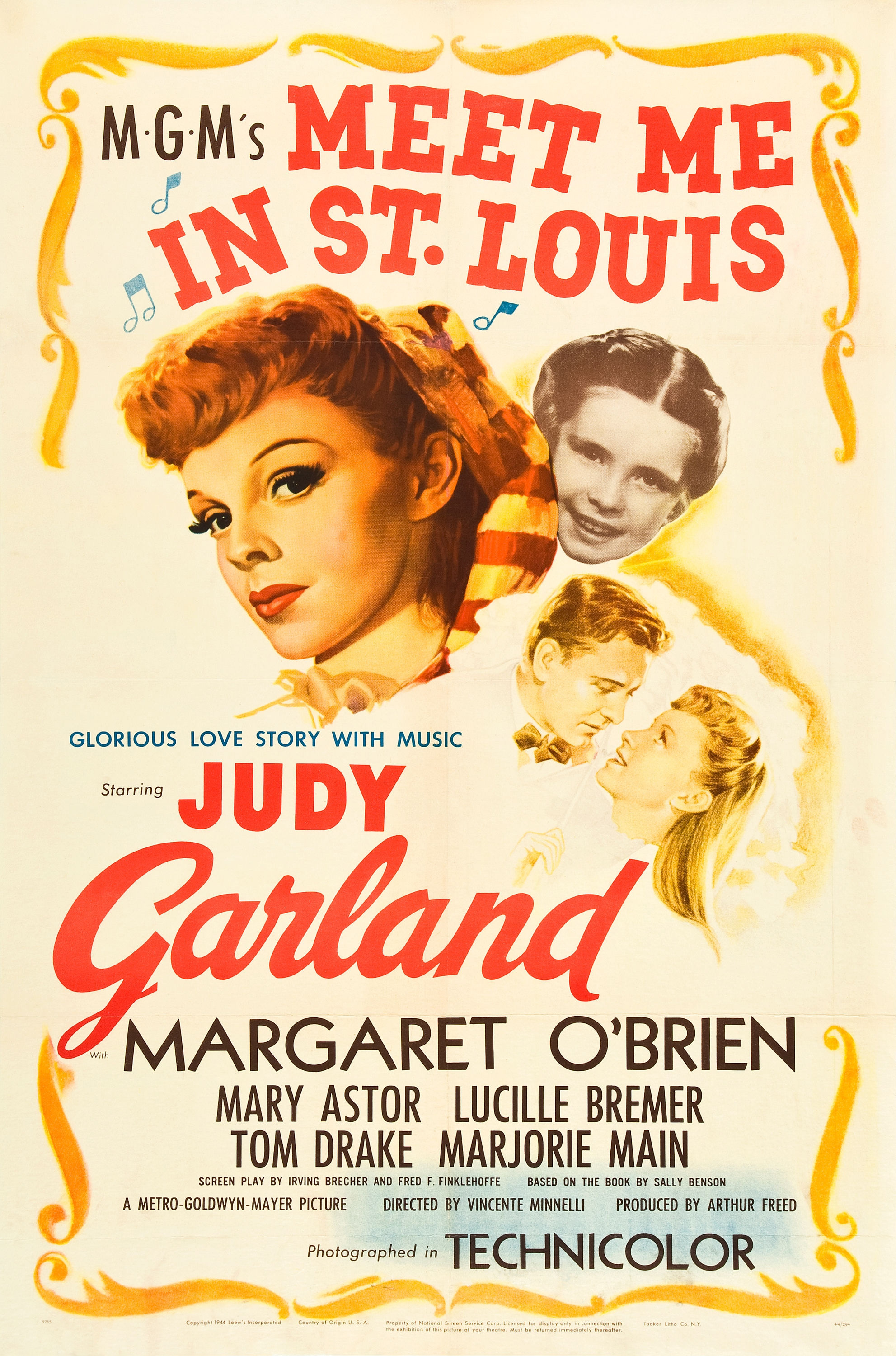
『若草の頃(1944)

1969年6月22日に居住滞在先のロンドンのベルグレイヴィア カドガン・レーン (en) の借家で、睡眠薬の過剰摂取にてバスルームで死去。47歳だった。過去に2度自殺未遂を起こしていたこともあり自殺との見方は現在でもあるが、その可能性は低いとされている。 
彼女の検視を担当した検視官のギャビン・サーストンは審問で、死因はバルビツール酸の「不注意な自己過剰投与」であると述べた。サーストンは、過剰摂取は意図的なものではなく、彼女が自殺を意図していたことを示唆する証拠はないとした。ガーランドの剖検では、胃粘膜に炎症はなく、胃の中に薬物の残留物もなかったことから、薬物は一度に摂取されたのではなく、長期間にわたって摂取されたことが示された。死亡診断書には、彼女の死因は「偶発的」と記された。 
彼女には莫大な収入があったがその大半を浪費してしまっており、埋葬の費用にも事欠いたという。長女のライザ・ミネリは、「母はハリウッドが大嫌いだった」「母を殺したのはハリウッドだ」と発言し、ハリウッドではなくニューヨークで葬儀を執り行い、ニューヨーク郊外の墓地にジュディを埋葬した（2017年になって遺族の意向によりハリウッドへ墓所が移されている）。

## 評価
- ゴールデン・グローブ賞は『スタア誕生』で最優秀女優賞を受賞（1955年）したほか、生涯功労賞も受賞している（1962年）。グラミー賞は受賞2回、また近年になって生涯功労賞を授与されている（1999年）[13]。
- アメリカ合衆国郵政公社(US Postal Service)は、過去に彼女をデザインした記念切手を発売しており、1990年3月23日に発行されたアメリカクラシック映画切手の4種のうち1種には、オズの魔法使いでドロシー役に扮したものが描かれている。もう一つは2006年6月10日に俳優シリーズとしてジュディの肖像画切手が発行されている。
- 映画データベース「IMDb」が行った「偉大なハリウッド女優100人」のランキングでは24位[16]。

ジュディは性的にきわめて奔放な存在として語られてきたが、現在ではそうした逸話の多くが元夫や伝記作家によって極端に誇張されていたことが明らかになっている。

## LGBTQへの影響
ゲイ・アイコンも参照

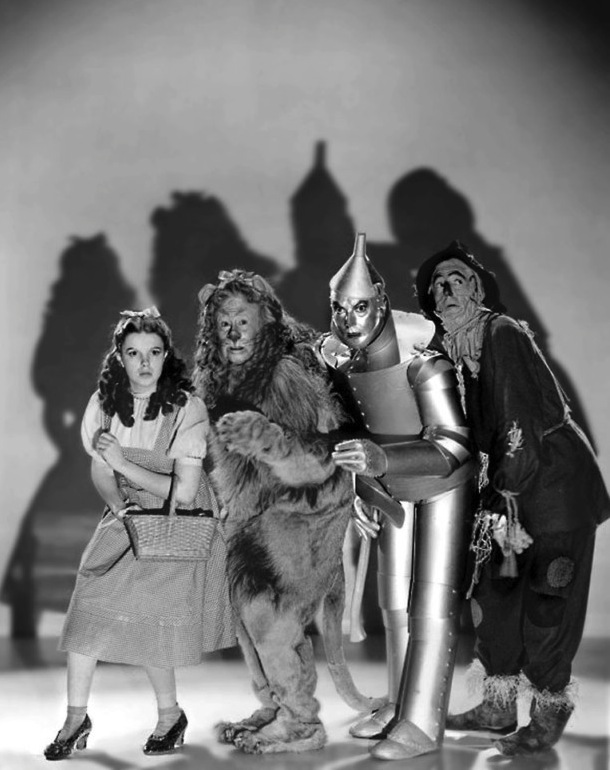
『オズの魔法使』

ジュディは60年代のアメリカで同性愛者に対して理解を示していた数少ない著名人の一人だった。ジュディの父親がホモセクシュアルであり、自身もバイセクシュアルだったとされる。そのため彼女の死のニュースは、当時の同性愛者のコミュニティに大きな動揺をもたらした。
史上初の同性愛者による暴動「ストーンウォールの反乱」は、ジュディの葬儀が行われた教会付近で葬儀翌日に起きており、彼女の死によるコミュニティ内でのショックが影響していたとも言われているが証拠はない。
こうした経緯から、ジュディは同性愛者にとって象徴的な存在となった。現在「レインボー・フラッグ」が同性愛解放運動の象徴として用いられるのは、彼女が『オズの魔法使』で歌った「虹の彼方に」から由来しているという説もあるが、これも確実ではない。
また「ドロシー（＝ジュディ）のお友達」はスラングで「同性愛者」を指すことがある。ゲイを公言しているエルトン・ジョンが、ジュディへの追悼歌として書いた「グッバイ・イエロー・ブリック・ロード」の「黄色いレンガの道」は、「オズの魔法使」でドロシーたちが「魔法使」に会いに行くために通る道（黄色の煉瓦でできた道）に由来する。

## 主な出演作品
| 公開年 | 邦題 原題                                                 | 役名                                            | 備考 |
| ------ | --------------------------------------------------------- | ----------------------------------------------- | ---- |
| 1936   | フットボール・パレード Pigskin Parade                     |                                                 |      |
| 1937   | 踊る不夜城 Broadway Melody of 1938                        | ベティ・クレイトン                              |      |
| 1937   | サラブレッド・ドント・クライ Thoroughbreds Don't Cry      | クリケット・ウエスト                            |      |
| 1938   | 初恋合戦 Love Finds Andy Hardy                            | ベッツィー・ブース                              |      |
| 1939   | オズの魔法使 The Wizard of Oz                             | ドロシー                                        |      |
| 1939   | 青春一座 Babes in Arms                                    | パッツィー・バートン                            |      |
| 1940   | 憧れの恋人 Andy Hardy Meets Debutante                     | ベッツィ・ブース                                |      |
| 1940   | ストライク・アップ・ザ・バンド Strike Up the Band         | メアリー・ホールデン                            |      |
| 1940   | リトル・ネリー・ケリー Little Nellie Kelly                | ネリー・ケリー(ヌーナン) リトル・ネリー・ケリー |      |
| 1941   | 美人劇場 Ziegfeld Girl                                    | スーザン・ギャラハー                            |      |
| 1941   | 二人の青春 Life Begins for Andy Hardy                     | ベッツィー・ブース                              |      |
| 1941   | ブロードウェイ Babes on Broadway                          | ペニー・モリス                                  |      |
| 1942   | フォー・ミー・アンド・マイ・ギャル For Me and My Gal      | ジョー                                          |      |
| 1943   | プレゼンティング・リリー・マーズ Presenting Lily Mars     | リリー・マーズ                                  |      |
| 1943   | 万雷の歓呼 Thousands Cheer                                | 本人                                            |      |
| 1943   | ガール・クレイジー Girl Crazy                             | ジンジャー・グレイ                              |      |
| 1944   | 若草の頃 Meet Me in St. Louis                             | エスター・スミス                                |      |
| 1945   | 二日間の出会い The Clock                                  | アリス・メイベリー                              |      |
| 1945   | ジーグフェルド・フォーリーズ Ziegfeld Follies             |                                                 |      |
| 1946   | ハーヴェイ・ガールズ The Harvey Girls                     | スーザン                                        |      |
| 1946   | 雲流るるはてに Till the Clouds Roll By                    | マリリン・ミラー                                |      |
| 1948   | 踊る海賊 The Pirate                                       | マヌエラ                                        |      |
| 1948   | イースター・パレード Easter Parade                        | ハンナ・ブラウン                                |      |
| 1949   | グッド・オールド・サマータイム In the Good Old Summertime | ヴェロニカ・フィッシャー                        |      |
| 1950   | サマーストック Summer Stock                               | ジェーン                                        |      |
| 1954   | スタア誕生 A Star Is Born                                 | エスター                                        |      |
| 1961   | ニュールンベルグ裁判 Judgment at Nuremberg                | アイリーン・ホフマン・ヴァルナー                |      |
| 1963   | 愛の奇跡 A Child Is Waiting                               | ジェーン・ハンセン                              |      |
| 1963   | 愛と歌の日々 I Could Go On Singing                        | ジェニー・ボウマン                              |      |

## ギャラリー

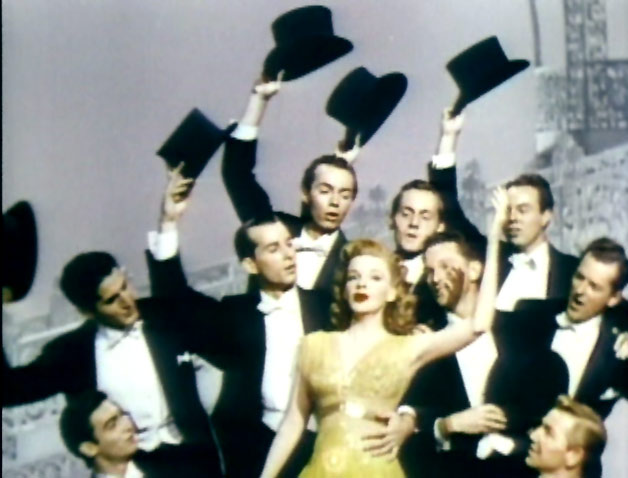
『雲流るるはてに』 (1946)
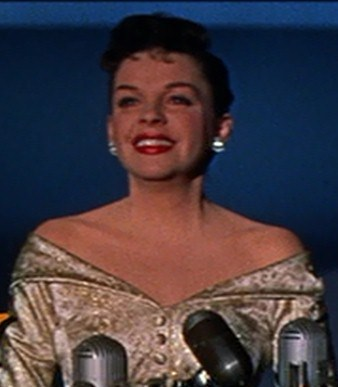
『スタア誕生』 (1954)
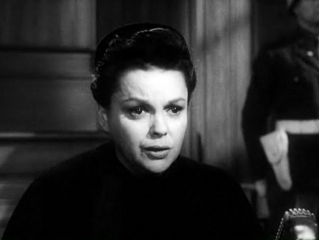
『ニュールンベルグ裁判』 (1961)
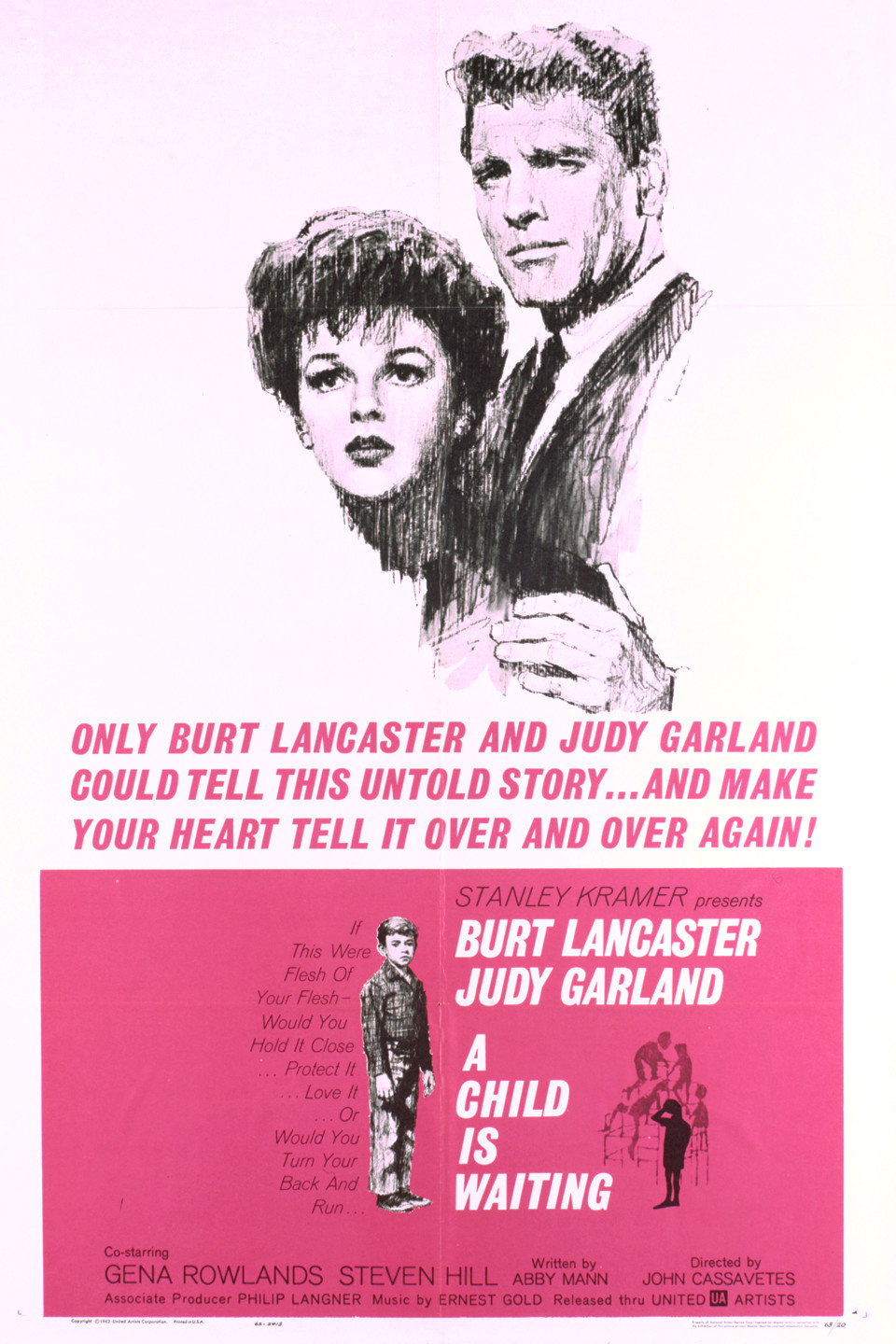
『愛の奇跡』 (1963)
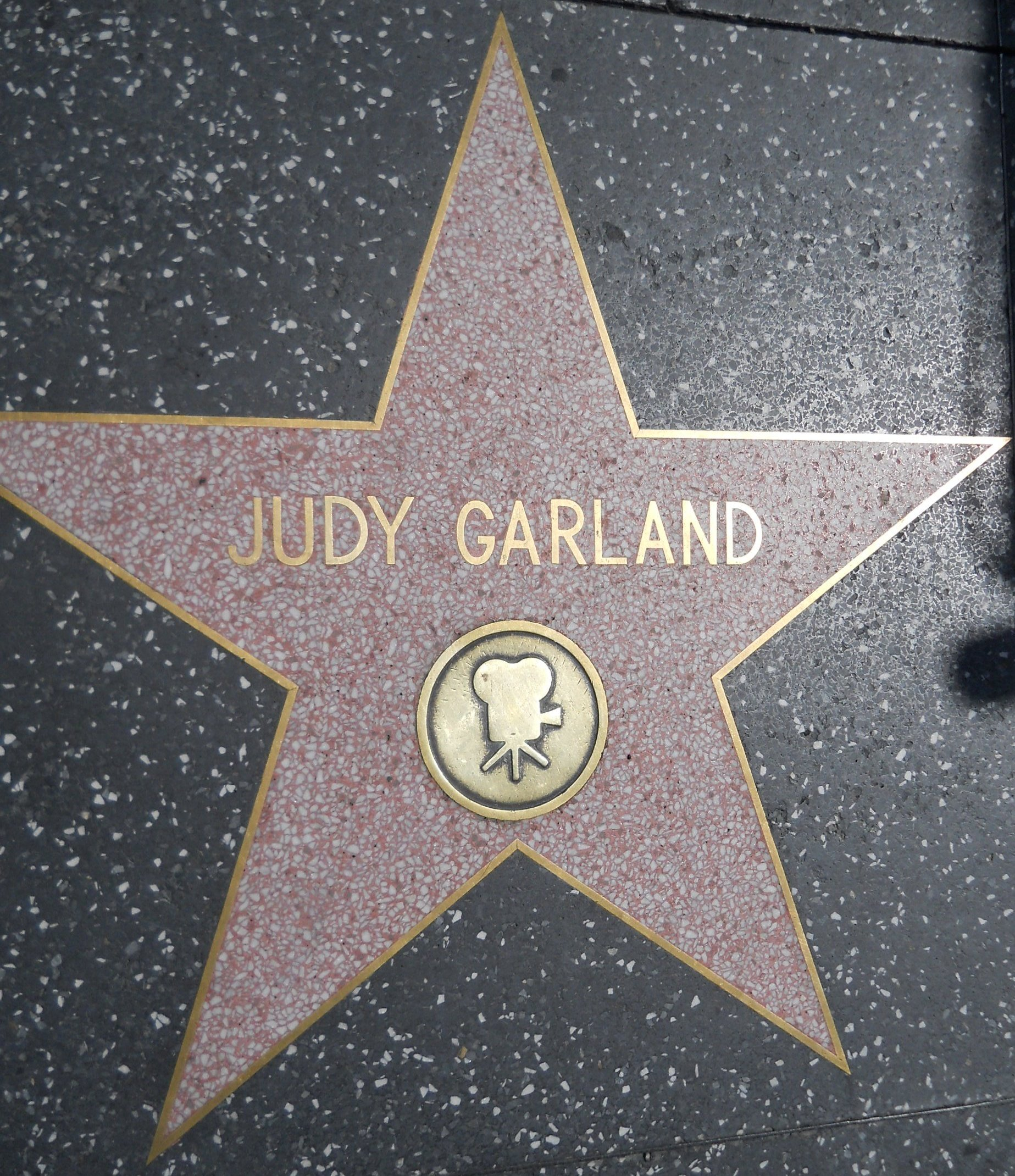
ハリウッド・ウォーク・オブ・フェームのプレート
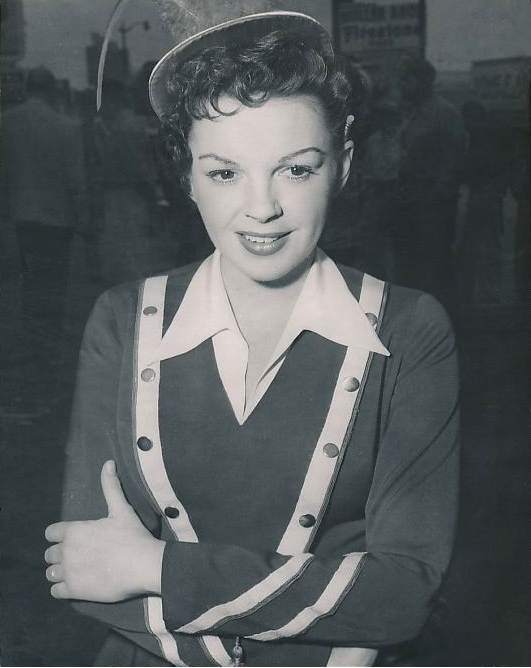
『スタア誕生』撮影中
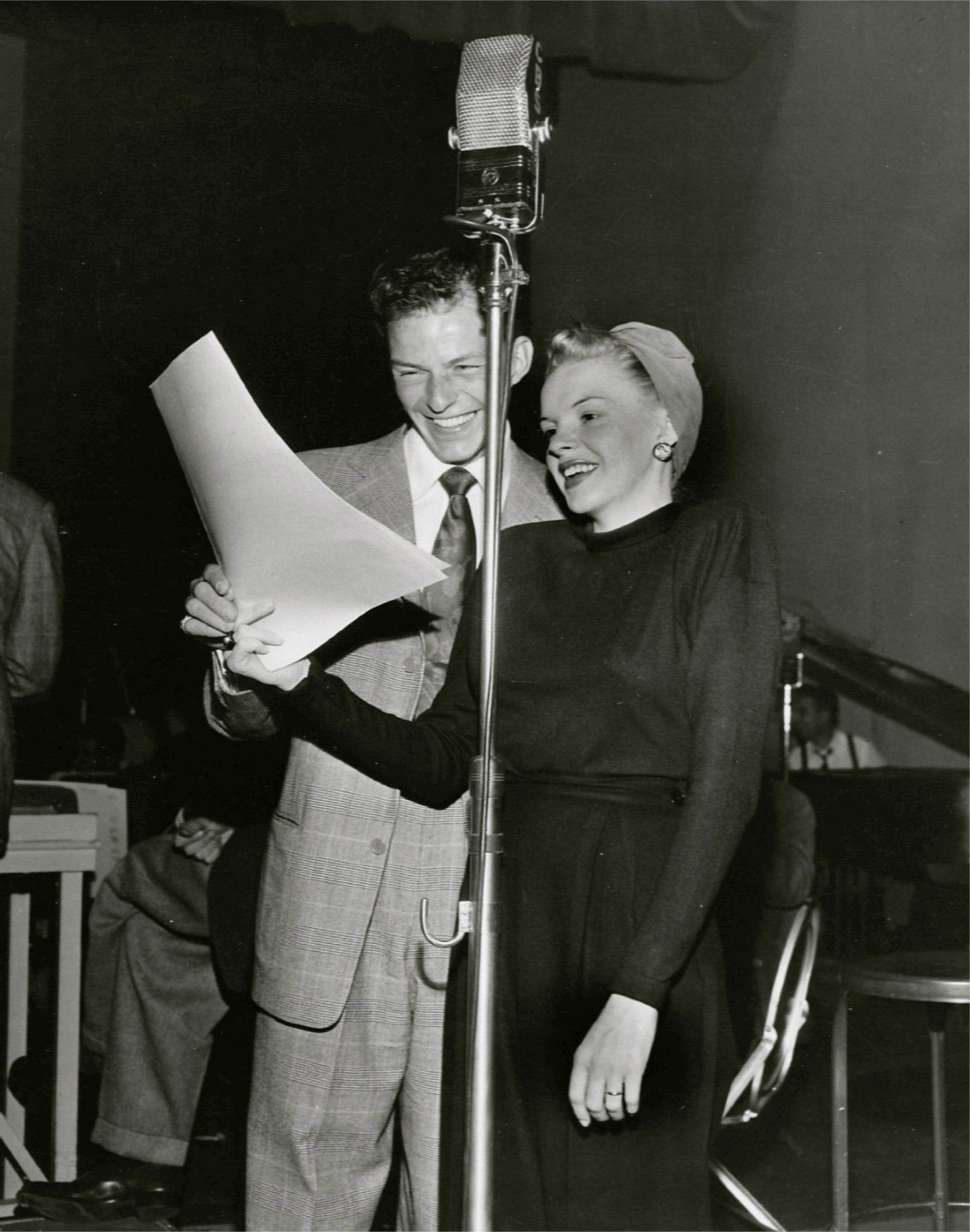
フランク・シナトラと共演するジュディ
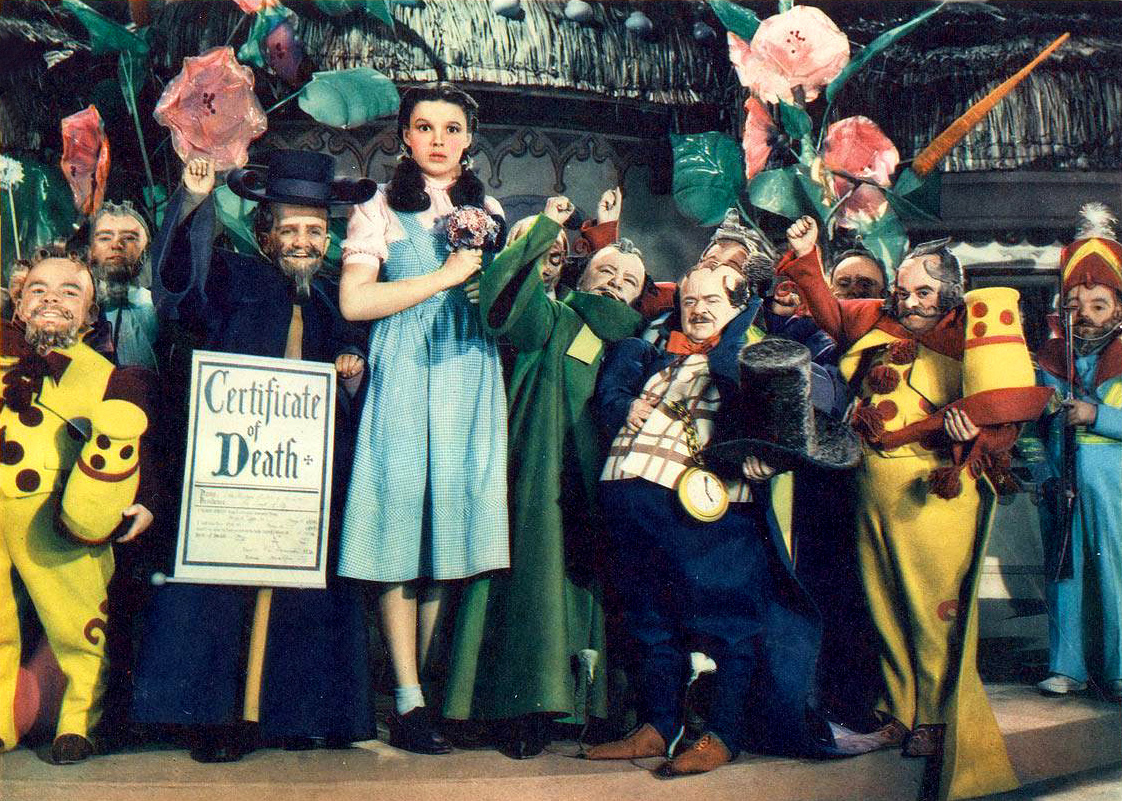
『オズの魔法使』
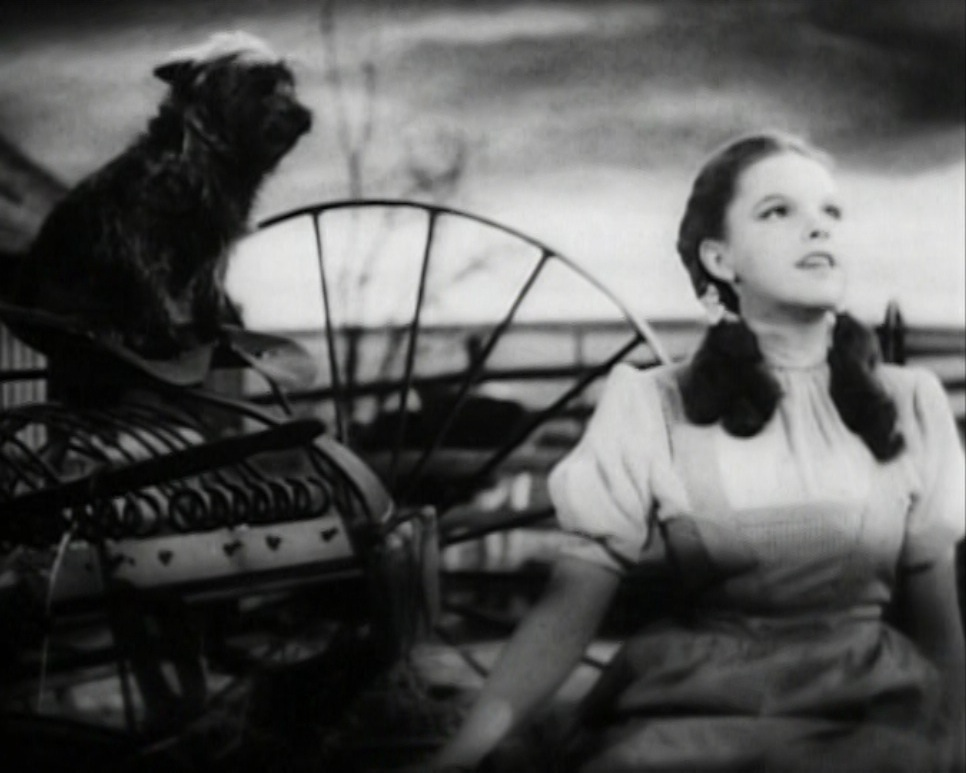
『オズの魔法使』で「虹の彼方に」を歌うジュディ

## 伝記映画
- ジュディ・ガーランド物語 (2001)
- ジュディ 虹の彼方に (2019)

## ディスコグラフィ

### スタジオ・アルバム
- 『オズの魔法使い (1939年のアルバム)（英語版）』- The Wizard of Oz (1939)
- 『ガール・クレイジー (ジュディ・ガーランドのアルバム)（英語版）』- Girl Crazy (1944)
- 『セントルイスで会いましょう (ジュディ・ガーランドのアルバム)（英語版）』- Meet Me in St. Louis (1944)
- 『ミス・ショービジネス（英語版）』- Miss Show Business (1955)
- 『ジュディ (ジュディ・ガーランドのアルバム)（英語版）』- Judy (1956)
- 『アローン (ジュディ・ガーランドのアルバム)（英語版）』- Alone (1957)
- 『ジュディ・イン・ラブ（英語版）』- Judy in Love (1958)
- 『ザ・レター（ジュディ・ガーランドのアルバム）（英語版）』- The Letter (1959)
- 『ザッツ・エンターテイメント（ジュディ・ガーランドのアルバム）（英語版）』- That's Entertainment! (1960)
- 『ガーランド・タッチ（英語版）』- The Garland Touch (1962)